# Asio di Samo
Asio di Samo (in greco Ἄσιος ; Samo, ... – VI secolo a.C.) è stato un poeta greco antico.

## Biografia
Di lui si sa soltanto che proveniva da Samo e che il nome di suo padre era Anfiptolemo. 
Sulla base dello stile e dei contenuti dei 13 frammenti delle sue opere citati da altri autori (Pausania, la fonte principale che riporta 9 frammenti, Ateneo, Strabone, Pseudo-Apollodoro e lo scoliaste a Omero), si è ipotizzato che sia vissuto nel VI secolo a.C. o nel IV secolo a.C.

## Opere
L'antichità non ha tramandato titoli o riassunti delle sue opere, delle quali si ignorano quindi il numero e i temi; a giudicare dalle testimonianze antiche e dai contenuti dei frammenti, pare che Asio fosse specializzato nell'epica genealogica (esemplificata dal Catalogo delle donne di Esiodo).
Le genealogie di Asio conservate mostrano un interesse per la Beozia di Esiodo , oltre a contenere particolari sulle abitudini degli abitanti di Samo. 
Oltre ai 13 frammenti in esametri, di Asio sopravvive un breve frammento elegiaco.